# Internationale Friedensfahrt 1956
Die 9. Internationale Friedensfahrt (Course de la paix) war ein Radrennen, das vom 2. bis 15. Mai 1956 ausgetragen wurde. Das Dreiländer-Etappenrennen von Warschau über Ost-Berlin nach Prag gewann der Pole Stanisław Królak, in der Mannschaftswertung siegte das Team der Sowjetunion.

## Teilnehmer
141 Fahrer aus 24 Mannschaften bedeuteten einen neuen Teilnehmerrekord. Erstmals gingen Teams aus der Bundesrepublik Deutschland, aus Luxemburg und der Schweiz an den Start. Folgende Mannschaften waren beteiligt:
| - Ägypten - Albanien - Belgien - Bulgarien - Dänemark - DDR - Bundesrepublik Deutschland - England - Finnland - Frankreich - in Frankreich lebende Polen - Italien | - Jugoslawien - Luxemburg - Niederlande - Norwegen - Österreich - Polen - Rumänien - Schweden - Schweiz - Tschechoslowakei - Sowjetunion (UdSSR) - Ungarn |

Die Radsportsektion des DDR-Sportausschusses hatte folgende Aktive nominiert: Günter Grünwald, Dieter Lüder, Lothar Meister I, Lothar Meister II, Gustav-Adolf Schur und Helmut Stolper.
Für die Bundesrepublik Deutschland gingen ins Rennen: Hanns Brinkmann, Willy Funke, Fritz Grünefeld, Reiner Hardt, Siegfried Schönberg und Heino Steinzen.
Die Mannschaft der Schweiz war keine Nationalmannschaft, da der damalige Schweizer Radsportverband (SRB, heute Swiss Cycling) eine Teilnahme abgelehnt hatte. Mit Genehmigung des Verbandes konnte eine Mannschaft des Vereins Pédale des Eaux-Vives aus Genf an den Start gehen.

## Streckenverlauf
Das in zwölf Etappen gegliederte Rennen hatte eine Gesamtlänge von 2220 Kilometern. Der längste Tagesabschnitt führte am letzten Renntag über 224 Kilometer von Brno nach Prag, während die kürzeste Etappe mit 110 Kilometern "Rund um Warschau" führte. Von Warschau bis Karl-Marx-Stadt wurden Flachlandetappen gefahren, das letzte Tourdrittel bestand aus vier Bergetappen, die durch das Erzgebirge und den Böhmerwald führten.

## Rennverlauf

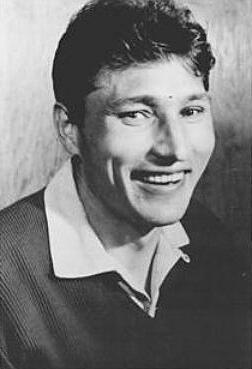
Tour-Gewinner: Stanislaw Krolak (Polen)

Auf den ersten Etappen verlief das Rennen ausgeglichen, ohne dass sich ein eindeutiger Favorit herausschälte. Die italienische Mannschaft begann furios, belegte auf dem ersten Tagesabschnitt die ersten drei Plätze, hatte aber mit Dino Bruni und Aurelio Cestari nur zwei Spitzenfahrer. Der zweifache Etappensieger Bruni musste wie zwei weitere Italiener vorzeitig aufgeben, sodass Italien in der Mannschaftswertung am Ende nur auf Platz zehn landete. Das Gelbe Trikot des Spitzenreiters in der Einzelwertung wechselte bis zur achten Etappe fast täglich, auch der DDR-Fahrer Gustav-Adolf Schur, dreifacher Etappensieger, trug es für einen Tag. Auf den Etappen sieben und acht arbeitete sich der Pole Stanisław Królak so weit nach vorne, dass er ab der neunten Etappe das Gelbe Trikot trug. Er gab es bis Prag nicht mehr ab. Bester DDR-Fahrer blieb Schur, der in der Endwertung Platz elf belegte. Die DDR-Mannschaft hatte das Pech, dass Günter Grünwald bereits nach der dritten und Dieter Lüder auf der zehnten Etappe ausschieden. Dadurch kam die DDR in der Mannschaftswertung nur auf Rang vier. Erstmals konnte sich die Sowjetunion im Mannschaftsklassement den Sieg holen, der mit einem Vorsprung von über sieben Minuten vor den zweitplatzierten Polen deutlich ausfiel. Die erstmals bei der Friedensfahrt angetretenen bundesdeutschen Aktiven beendet zwar alle das Rennen, spielten in den Entscheidungen aber keine Rolle. Bester BRD-Fahrer wurde der Hannoveraner Willy Funke auf Platz 18, während die Mannschaft mit über sechs Stunden Rückstand zur Sowjetunion nur 15. wurde.
| Etappe | Start – Ziel               | Etappen- länge | Etappensieger                   | Zeit (h) | km/h |
| 01.    | Rund um Warschau           | 110 km         | Dino Bruni (Italien)            | 2:38:06  | 41,3 |
| 02.    | Warschau – Łódź            | 140 km         | Gustav-Adolf Schur (DDR)        | 3:33:28  | 39,1 |
| 03.    | Łódź – Kattowitz           | 215 km         | Dino Bruni (Italien)            | 5:06:21  | 41,1 |
| 04.    | Kattowitz – Breslau        | 185 km         | Nikolai Kolumbet (UdSSR)        | 4:32:33  | 40,4 |
| 05.    | Breslau – Görlitz          | 190 km         | Gustav-Adolf Schur (DDR)        | 5:33:42  | 34,1 |
| 06.    | Görlitz – Ost-Berlin       | 228 km         | Lothar Meister I (DDR)          | 5:56:27  | 37,9 |
| 07.    | Ost-Berlin – Leipzig       | 208 km         | Martin Wolfs (Niederlande)      | 5:30:18  | 37,8 |
| 08.    | Leipzig – Karl-Marx-Stadt  | 190 km         | Stanisław Królak                | 5:02:56  | 37,4 |
| 09.    | Karl-Marx-Stadt – Karlsbad | 144 km         | Arend van ten Hof (Niederlande) | 4:11:55  | 34,6 |
| 10.    | Karlsbad – Tábor           | 207 km         | Donald Sanderson (England)      | 5:22:29  | 38,3 |
| 11.    | Tábor – Brünn              | 179 km         | Gustav-Adolf Schur (DDR)        | 4:37:33  | 38,4 |
| 12.    | Brünn – Prag               | 224 km         | Jewgeni Klewzow (UdSSR)         | 6:39:27  | 33,5 |

## Endresultate
| Einzelwertung | Einzelwertung         | Einzelwertung | Einzelwertung |
| ------------- | --------------------- | ------------- | ------------- |
|               | Fahrer                | Mannschaft    | Zeit          |
| 01.           | Stanisław Królak      | Polen         | 59:11:56 h    |
| 02.           | Constantin Dumitrescu | Rumänien      | + 02:24 min   |
| 03.           | Nikolai Kolumbet      | UdSSR         | + 04:15 min   |
| 04.           | Paul Nyman            | Finnland      | + 05:45 min   |
| 05.           | Dimitr Kolew          | Bulgarien     | + 06:12 min   |
| 06.           | Aurelio Cestari       | Italien       | + 08:15 min   |
| 07.           | Martin Wolfs          | Niederlande   | + 08:57 min   |
| 08.           | Gabriel Borra         | Belgien       | + 13:22 min   |
| 09.           | Pawel Wostrjakow      | UdSSR         | + 15:42 min   |
| 10.           | Grzegorz Chwiendacz   | Polen         | + 15:49 min   |
| 11.           | Gustav-Adolf Schur    | DDR           | + 17:02 min   |
| 12.           | Benito Romagnoli      | Italien       | + 20:05 min   |
| 13.           | Lothar Meister II     | DDR           | + 22:23 min   |
| 14.           | Camille Le Mann       | Frankreich    | + 30:47 min   |
| 15.           | Donald Sanderson      | England       | + 32:18 min   |
| 16.           | Roger Baudechon       | Belgien       | + 33:06 min   |
| 17.           | Arend van ten Hof     | Niederlande   | + 37:32 min   |
| 18.           | Willy Funke           | BRD           | + 37:41 min   |
| 19.           | Karl-Ivar Andersson   | Schweden      | + 38:40 min   |
| 20.           | Marian Więckowski     | Polen         | + 38:52 min   |
| ...           |                       |               |               |
| 23.           | Helmut Stolper        | DDR           | + 46:38 min   |
| 52.           | Lothar Meister I      | DDR           | + 2:33:50 h   |
| 58.           | Hans Brinkmann        | BRD           | + 3:31:44 h   |
| 66.           | Reiner Hardt          | BRD           | + 4:27:13 h   |
| 67.           | Lajos Szabó           | Ungarn        | + 4:33:44 h   |
| 70.           | Fritz Grünefeld       | BRD           | + 4:51:37 h   |
| 73.           | Pál Kucsera           | Ungarn        | + 5:09:53 h   |
| 77.           | Siegfried Schönberg   | BRD           | + 5:34:16 h   |
| 80.           | Heino Steinzen        | BRD           | + 5:50:03 h   |
| ...           |                       |               |               |
| 101.          | Gani Dervishi         | Albanien      | + 17:33:05 h  |

| Mannschaftswertung | Mannschaftswertung                                           | Mannschaftswertung | Mannschaftswertung |
| ------------------ | ------------------------------------------------------------ | ------------------ | ------------------ |
|                    | Mannschaft                                                   | Zeit               |                    |
| 01.                | Sowjetunion                                                  | 177:37:19 h        |                    |
| 02.                | Polen                                                        | + 07:06 min        |                    |
| 03.                | Belgien                                                      | + 32:42 min        |                    |
| 04.                | DDR                                                          | + 33:59 min        |                    |
| 05.                | Tschechoslowakei                                             | + 46:56 min        |                    |
| 06.                | Rumänien                                                     | + 51:55 min        |                    |
| 07.                | Niederlande                                                  | + 01:30:50 h       |                    |
| 08.                | Bulgarien                                                    | + 01:34:38 h       |                    |
| 09.                | Schweden                                                     | + 01:54:33 h       |                    |
| 10.                | Italien                                                      | + 01:56:15 h       |                    |
| 11.                | Jugoslawien                                                  | + 03:45:40 h       |                    |
| 12.                | Frankreich                                                   | + 04:32:05 h       |                    |
| 13.                | Dänemark                                                     | + 04:36:14 h       |                    |
| 14.                | Ungarn                                                       | + 05:37:20 h       |                    |
| 15.                | BRD                                                          | + 06:14:38 h       |                    |
| 16.                | Finnland                                                     | + 10:06:42 h       |                    |
| 17.                | Schweiz                                                      | + 10:18:47 h       |                    |
| 18.                | Österreich                                                   | + 11:08:43 h       |                    |
| 19.                | Norwegen                                                     | + 14:02:56 h       |                    |
| 20.                | Albanien                                                     | + 21:52:54 h       |                    |
| 21.                | Ägypten                                                      | + 32:41:43 h       |                    |
|                    | ausgeschieden: England Luxemburg in Frankreich lebende Polen |                    |                    |